# Stubete Gäng
Die Stubete Gäng ist eine Schweizer Band der Neuen Volksmusik. Die sechs Bandmitglieder bezeichnen ihren Stil als «Örbn Ländler» (Urbaner Ländler).

## Geschichte
Stubete Gäng besteht aus den Musikern Aurel und Moritz Hassler, deren Vater Hans Hassler dessen Bruder Claudio Hassler sowie Oliver Herzog und Simon Britschgi. Produzenten sind Georg Schlunegger und Roman Camenzind mit dem Studio HitMill. Das erste Album veröffentlichte die Band 2019 unter dem Titel «Stubete Gäng», 2020 folgte das zweite Album, «Dunne mit de Gäng» und 2022 das dritte «Hoodie Gääggeler». Dabei spielt die so genannte Stubete eine grosse Rolle, vermischt mit modernen Musikstilen, unter anderem Hip-Hop.

## Diskografie

### Alben
- Stubete Gäng (2019)
- Dunne mit de Gäng (2020)
- Hoodie Gääggeler (2022)
- Easy Muni (2024)

### Singles
- Göschene Airolo (2019)
- Petra Sturzenegger (2019)
- Dunne mit de Gäng (2020)
- De Pizzaiolo (2020)
- Tenero (2021)
- Richi (2022)
- Willisau (2024)

## Auszeichnungen
2025: Prix Walo in der Sparte Volksmusik